# Dmitriy II

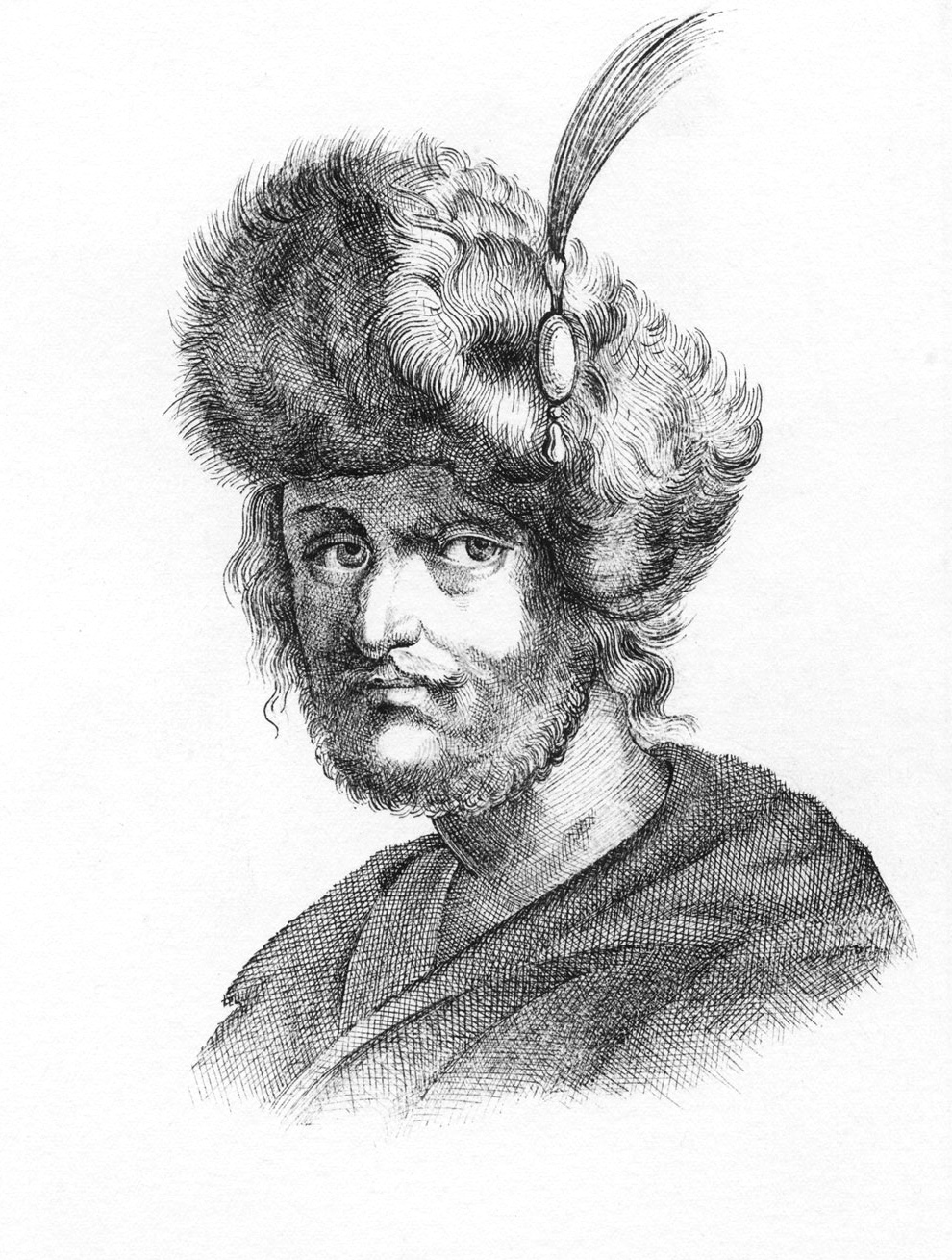
Dmitry II giả

Dmitriy II (giả) (tiếng Nga: Лжедмитрий II, tr. Lzhedmitrii II; chết ngày 11 tháng 12 năm 1610) được biết đến với cái tên Pseudo-Demetrius II và còn được gọi là "phiến quân Tushino", là vua thứ hai trong số ba vị giả mạo lên ngai vàng Nga. Ông ta tuyên bố là hoàng tử kế vị Dmitry Ivanovich, con út của Ivan IV bị chết ở Uglich năm 1591.
Sau "sự kiện" Dmitriy I của Nga lên ngôi, Dmitriy xuất hiện lần đầu tiên vào khoảng 20 tháng 7 năm 1607 tại Starodub. Người ta tin rằng anh ta là con của một linh mục hay một người Do thái đã được cải đạo, và đã được giáo dục tương đối cao. Ông đã nói cả hai ngôn ngữ Nga và Ba Lan và là một chuyên gia về các vấn đề phụng vụ. Ông giả vờ lúc đầu xưng là cậu bé Nagar của Đại Công quốc Moskva, nhưng dưới sự tra tấn thì thú nhận rằng ông là Tsarevich Dmitry, sau đó ông bị bắt với lời khai rằng mình đã tham gia cùng hàng ngàn người Cossacks, Ba Lan và Đại Công quốc Moskva.
Cuối năm 1607, Jerzy Mniszech, cha của Marina Mniszech, góa phụ của Dmitriy I (giả), đã đoàn tụ với Marina, người đã nhận ra một cách kỳ diệu người chồng quá cố của mình đang hiện về, Dimitriy II. Adam Wiśniowiecki, Roman Różyński, và Jan Sapieha đã quyết định ủng hộ Dimitriy II, cung cấp cho ông một số tiền trong thời kỳ đầu và 7500 binh lính. Tướng Lisowczycy được cử làm chỉ huy.
Dimitriy II (giả) nhanh chóng chiếm được Karachev, Bryansk, và các thị trấn khác, được củng cố bởi người Ba Lan, vào mùa xuân năm 1608 tiến lên Moscow, định hợp nhất với quân đội của Sa hoàng Vasili IV Shuisky ở Bolkhov. Những lời hứa về việc tịch thu tài sản của Dmitriy II (giả) đã thu hút được nhiều người dân tham gia vào quân của ông. Làng Tushino được biến thành đại bản doanh với 7.000 lính Ba Lan, 10.000 Cossacks và 10.000 binh lính khác, bao gồm cả cựu thành viên của Cuộc nổi dậy Zebrzydowski đã thất bại. Chẳng bao lâu sau, lực lượng tăng lên 10.000 người. Dimitriy II (giả) tôn Philaret Romanov làm minh chủ để thu hút quần chúng từ các thành phố Yaroslavl, Kostroma, Vologda, Kashin vào tham gia.
Cuối năm 1610, quân Ba Lan và liên quân Nga - Thụy Điển do tướng Mikhail Skopin-Shuisky và Jacob De la Gardie đã tiến đánh Tushino. Bị đánh thua, Dimitriy II (giả) bỏ chạy và cải trang thành nông dân tới Kostroma cùng vợ mình. Dimitriy II (giả) dẫn quân Cossack tiến đánh Moskwa lần thứ hai nhưng thất bại. Dimitriy II (giả) lại phải rút chạy về. Trên đường rút bằng xe trượt tuyết, ông ta có dừng lại để nghỉ ngơi và uống rượu. Trong lúc đang say rượu, Dimitriy II (giả) bị viên tướng Tarta đi hộ tống mình là Peter Urusov rút súng bắn chết vào tối ngày 11/12/1610. Đầu và hai cánh tay của Dimitriy II (giả) được Peter Urusov cắt lấy và gửi về Moskwa. Kế vị ông ta là Dmitriy III, ông này cũng "giả vờ" làm Sa hoàng Nga.